# 馮方女
馮 方女（ふう ほうじょ、生没年不詳）は、中国後漢末期の人物。袁術の側室。司隷の出身。

## 生涯
美貌の持ち主であり、宝鑷という千金に値する宝飾品を持っていた。
袁術は戦乱を避けて揚州に逃げてきた頃、偶然城壁の上から物見したことがあった。この時、袁術は馮氏の姿を見つけたという。
後に、袁術の側室として大変な寵愛を受けたが、他の妻妾から嫉妬を買われることになった。袁術の妻妾たちは、馮氏のことが気に食わなかったため「将軍は気骨のある人物を好みます。時々、涙を流し憂えた様子を見せれば、寵愛が長く続きますよ」と告げ、馮氏を陥れようとした。馮氏がこの提案に従って、袁術にそのような様子を見せると、袁術は馮氏を一層かわいそうに思った。
袁術の妻妾たちは、それを見て恨みを覚えたため、馮氏を縊め殺し厠の梁に吊るしてしまった。遺体を見た袁術は、馮氏が願いを実現できなかったがために自殺したのだと思い、手厚く埋葬したという。
小説『三国志演義』では、袁術が帝位を僭称した際、皇后になっている。袁術の病死後、徐璆がその妻子を殺害し、伝国の玉璽を奪取し曹操に送る。

## 名前について
通説には諱が「方女」とされる。また清の銭大昭（銭大昕の弟）によると、方女ではなく芳女（「西園八校尉の一人である馮芳の娘」の意味）であるとする見解もあるが、馮芳の出身は司隷ではなく荊州江夏郡西陵県。